# Gottfried von Cappenberg

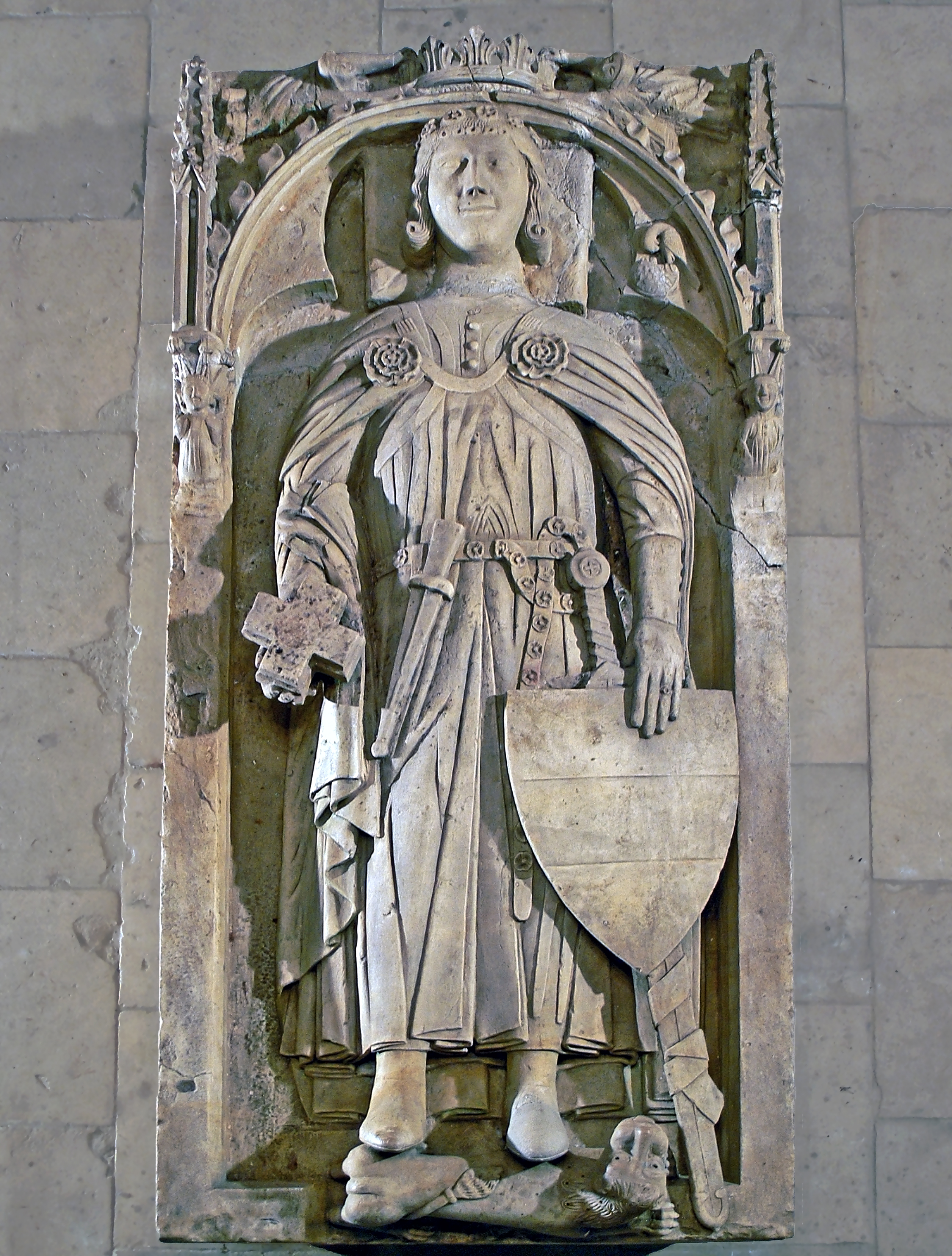
Grabtumba Gottfrieds in der Stiftskirche Cappenberg

Gottfried von Cappenberg (* 1096/97 in Cappenberg bei Lünen; † 13. Januar 1127 in Ilbenstadt bei Friedberg (Hessen)) war ein westfälischer Graf aus dem Haus der Cappenberger, Prämonstratenser und wird als nichtkanonisierter Heiliger verehrt. Sein katholischer Gedenktag ist der 13. Januar.

## Leben
Gottfrieds Vater war der 1106 gefallene Gottfried I. von Cappenberg, Sohn des Grafen Hermann von Cappenberg und der Gerberga von Huneburg, Enkel des Grafen Gottfried von Cappenberg und Urenkel des Hermann von Eenham, Markgraf von Eenham, Graf von Verdun sowie ab 1017 Graf im Eifelgau und im Stevergau.
Gottfrieds jüngere Geschwister waren Otto, Gerberga und Beatrix. Den Brüdern Gottfried und Otto gehörten aus der Erbschaft ihres Großvaters mütterlicherseits, Heinrich von Hildrizhausen, auch zwei Burgen in Schwaben mit vielen Ministerialen und an die 2.000 Hufen. Eine der Burgen lag in Hildrizhausen, während die andere Burg „Creinekke“ hieß. Die beiden Stammburgen der Grafen von Hildrizhausen und Kräheneck waren über ihre Mutter Beatrix in die Verfügung der Cappenberger gelangt.
Die mit den Saliern und Staufern verwandten Cappenberger waren Grafen des Dreingaus und gehörten zu den angesehensten, reichsten und mächtigsten Herren des Landes.
1120 heiratete er Jutta/Ida von Werl, die Tochter des Grafen Friedrich von Arnsberg.
Im Winter 1120/21 zog er im Zuge des Investiturstreits mit Herzog Lothar gegen Münster, um den papsttreuen Bischof Dietrich II. von Münster wieder einzusetzen. Beim Sturm auf Münster am 7. Mai 1121 brannte auch der Dom ab, was Gottfried persönlich angelastet wurde. Gegen alle Teilnehmer dieses Kriegszuges wurde vom Kaiser Heinrich V. Anklage wegen Hochverrats erhoben. Im November 1121 trafen Gottfried und Otto in Köln anlässlich einer Pilgerreise auf Norbert von Xanten, den später heiliggesprochenen Gründer des Prämonstratenserordens. Dessen Predigten beeindruckten ihn. Gegen den Willen seines Schwiegervaters beschloss er daraufhin gemeinsam mit seinem Bruder Otto, dem Orden die Burg von Cappenberg zu vermachen und selbst mit der ganzen Familie dem Orden beizutreten. Auf diese Weise konnten sie der Gefahr entgehen, bei einer Verurteilung wegen Hochverrats unter die Reichsacht zu fallen. Hierbei wären neben der Gefahr für Leib und Leben auch eine entschädigungslose Enteignung ihres ganzen Besitzes verbunden gewesen. Der Familienstammsitz wurde so zum Prämonstratenserkloster umgewandelt. Sein Schwiegervater versuchte bis zu seinem Tod im Jahr 1124, ihn davon mit Waffengewalt abzubringen. Danach trat Gottfried schließlich selbst in den Orden ein. In der Nähe des Klosters Cappenberg gründete er ein Chorfrauenstift, in das dann auch seine Frau und seine Schwestern widerwillig eintraten. Weitere Abteien gründete Gottfried in Varlar bei Coesfeld und in Ilbenstadt in der Wetterau.
Im Winter 1126/27 erkrankte er auf der Rückreise von Magdeburg, wohin er Norbert begleitet hatte, und starb. Seine Witwe verließ wahrscheinlich das Chorfrauenstift und heiratete Gottfried von Cuyk.
Sein Grab befindet sich vor dem Hochaltar in der Basilika Ilbenstadt.

## Bedeutung
Seine Entscheidung, der weltlichen Herrschaft zu entsagen und 1122 das gesamte Erbe in die Familienstiftung von Kloster Cappenberg einzubringen, war entscheidend für das Schicksal von Westfalen. Die geplante Verbindung Werl–Arnsberg–Cappenberg hätte ganz Westfalen zu einem großen Machtblock zusammenschweißen sollen. Westfalen zerfiel in der Folgezeit immer mehr in viele Grafschaften und Herrschaften und trat ganz in den Schatten der Reichspolitik.

## Verehrung
Bereits seit seinem Tod wird Gottfried von Cappenberg durch den Prämonstratenserorden verehrt. Eine offizielle Heiligsprechung hat jedoch nie stattgefunden.
In den Diözesen Münster und Mainz wird sein Heiligenfest jährlich am 13. Januar als Nichtgebotener Gedenktag gefeiert.
Die Kirchen St. Gottfried in Münster und St. Gottfried in Butzbach tragen seinen Namen ebenso wie die zur Lüner Pfarrei St. Marien gehörende Gemeindekirche St.-Gottfried-Kirche in dem Cappenberg benachbarten Lüner Ortsteil Wethmar.
Im Jahr 2022 feierte die Kirchengemeinde St. Johannes Evangelist unter dem Motto „Gottfrieds Stiftung“ das 900. Jubiläum, 900 Jahre Kloster Cappenberg.